# Ignacio Antinori

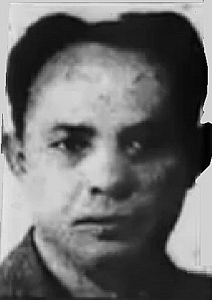
Ignacio Antinori – Mugshot, 1920er Jahre

Ignacio Antinori (* 17. Februar 1885; † 23. Oktober 1940) war ein aus italo-amerikanischer Mobster, welcher als einer der ersten begann, im großen Stil Drogen nach Florida zu schmuggeln. Er galt als erster Boss der Tampa-Familie, die später als Trafficante-Familie innerhalb der US-amerikanischen Cosa Nostra bekannt wurde.

## Leben
Im Alter von 18 Jahren wanderte Antinori mit seiner Familie aus Sizilien in die USA ein. Ab 1925 organisierte er seine eigenen kriminellen Banden und wurde in den 1930ern einer der wichtigsten Heroinhändler Floridas. Er hatte enge Beziehungen zu korsischen Verbindungsleuten, die das Heroin über Marseille und Kuba nach Tampa schmuggelten. Nach Erkenntnissen des Federal Bureau of Narcotics wurden die Drogen von da aus in den mittleren Westen geliefert; im Wesentlichen über St. Louis. Daran waren die Mobster Thomas Buffa, Nicolo Impostato, James DeSimone und Joseph Deluca beteiligt.
Gemeinsam mit dem Mobster Santo Trafficante, Sr. betrieb er Glücksspiele namens Bolita-Spiele.
Santo Trafficante, Sr. entwickelte jedoch parallel dazu einen konkurrierenden Drogenring und arbeitete eng mit dem Boss der Gambino-Familie Vincent Mangano und Joseph Profaci aus New York City zusammen.
Antinori befand sich zwischen 1930 und 1940 in einer Dauerfehde mit Charlie Wall, der ebenfalls in Florida eine bekannte Größe in der dortigen organisierten Kriminalität tätig war.
Ignacio Antinori hatte auch nicht den Rückhalt der Commission, dem obersten Mafia-Rat in den USA. Die Commission fürchtete, dass die Schmuggelaktivitäten Antinoris zu viel Aufmerksamkeit auf die Gesamtorganisation lenken würden.
Am 23. Oktober 1940 wurde Antinori im Palm Garden Inn in Tampa erschossen. Auftraggeber könnte das Chicago Outfit gewesen sein, das sich über eine Drogenlieferung minderer Qualität durch Antinori geärgert haben soll. Ebenfalls käme auch Charlie Wall als Täter in Frage, dieser wurde aber selbst 1955 brutal ermordet. Dieser Mord an Wall könnte ein Racheakt Santo Trafficantes, Sr. wegen der Ermordung Antinoris gewesen sein; Trafficante selbst hatte die Geschäfte Antinoris vollständig übernommen.